# Détective-club
Pour les articles homonymes, voir Détective (homonymie).
Détective-club est une collection de littérature policière aux éditions Ditis créée en 1945 par Frédéric Ditis.

## Historique
Dès 1940, l’occupation allemande et le régime de Vichy censurent l’édition. De ce fait, les auteurs anglo-saxons sont devenus rares, faute de nouvelles traductions en français. Les éditeurs suisses prennent le relais, mais délaissent le roman policier anglais et américain. Frédéric Ditis cherche à en publier. Ne trouvant pas d’éditeur, il fonde en 1945 à Genève les éditions Ditis et publie, le 26 avril 1945, les quatre premiers romans de la collection Détective-club. Le logo de la collection est une tête de chouette conçue par un graphiste genevois Sam Junod. Le premier roman est Le juge Ireton est accusé de John Dickson Carr. Le tirage des premiers numéros est limité à quatre mille exemplaires. Cette collection se poursuit jusqu'en 1955 et compte cent quatorze numéros.
En 1946, Frédéric Ditis déménage sa maison d’édition à Paris et crée une seconde collection Détective-club. Il y a donc désormais deux collections, Détective-club (Suisse) et Détective-club (France). La seconde reprend en grande partie le catalogue de la première mais avec une numérotation différente. Elle compte quatre-vingt-dix-sept numéros et s’arrête également en 1955. Le dernier titre est commun aux deux collections, Le Caïd de Lawrence Treat.
La particularité de Détective-club est de ne publier exclusivement que des auteurs anglo-saxons. Frédéric Ditis a la volonté de maintenir la collection à mi-chemin entre Le Masque et la Série noire, même si elle est certainement plus proche de la première. Les différents genres (psychologie, angoisse, classique, humour, énigme) de roman policier sont indiqués par une pastille de couleur au-dessus du numéro sur la tranche du livre.
Malgré la grande qualité de sa production attestée par la récompense de trois grands prix de littérature policière en 1951 (Jeu de massacre de Joel Townsley Rogers), en 1952 (Bonnes à tuer de Patricia McGerr) et en 1953 (L'Homme de nulle part de Geoffrey Holiday Hall) et face à la concurrence de la collection Le Masque, Détective-club a du mal à survivre et les dix mille exemplaires imprimés de chaque roman ne sont pas vendus. En 1954, Frédéric Ditis propose aux magasins Prisunic un stock de deux cent mille volumes qui sont vendus en quelques semaines à un prix inférieur au prix librairie. Devant ce succès inattendu, il décide, en 1955, de cesser Détective-club et de lancer une nouvelle collection dénommée La Chouette par référence au logo qu'il conserve. Chaque volume de La Chouette est imprimé à cinquante mille exemplaires et est diffusé dans les chaînes de supermarchés Prisunic et Printannia, puis Monoprix et Uniprix. Mais la ligne éditoriale a changé et, à côté de quelques romans policiers classiques, ne propose plus pour l’essentiel que des romans d’action et d’espionnage, ainsi que quelques titres de science-fiction d’auteurs français. Cette nouvelle ligne éditoriale se rapproche de celle des séries du Fleuve noir de l’époque. Le premier numéro est Bagarre au Caire de Michel Averlant en octobre 1955. La Chouette compte deux cent-vingt numéros. Le dernier, publié en 1961, est L’Homme à la voiture rouge 2, À la foire du Trône de Michel Averlant et Yves Jamiaque.
Puis à la demande de Henri Flammarion, qui refuse de céder les romans de son catalogue au Livre de poche et qui souhaite utiliser le réseau de diffusion des supermarchés, Frédéric Ditis lance la collection J’ai lu en 1958. Au sein de J’ai lu, sont publiés cent numéros sous le label J’ai lu policier, avec le numéro précédé d’un P, qui sont essentiellement des rééditions des collections précédentes. Le premier paraît en 1963, Le Baron et le Poignard d’Anthony Morton et le dernier, le numéro 100, Christian Erb a disparu de Frank Gruber en 1969. Le logo de la chouette figure toujours sur la couverture prenant même pour les soixante-quatre premiers numéros près de la moitié inférieure puis, pour les trente-six derniers, se fait plus discret sous le titre du roman.